# Салуццо (маркграфство)

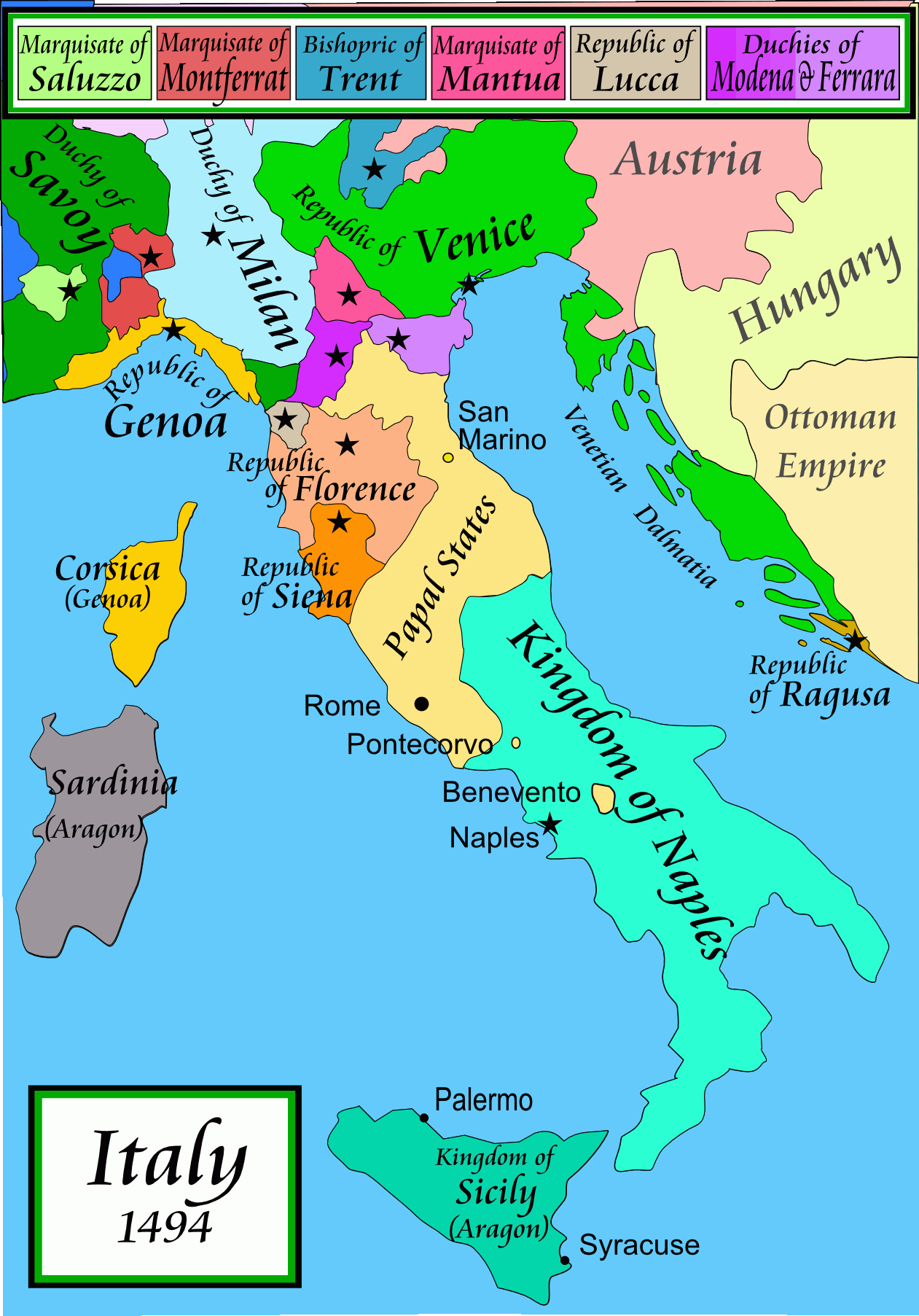
На карте Италии конца XV века маркграфство обозначено светло-зелёным

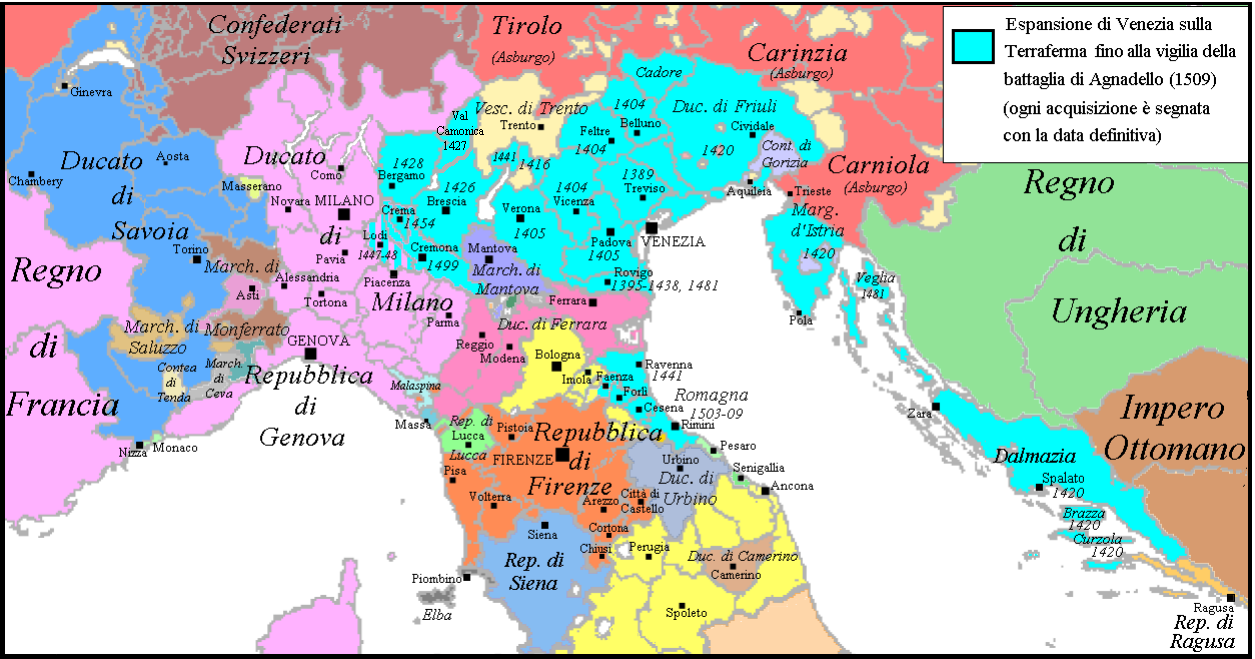
Салуццо (слева светло-коричневым)

Маркграфство Салуццо — одно из трёх средневековых государств Пьемонта, наряду с герцогством Савойя и маркграфством Монферрат. В XII—XVI веках оно занимало территорию между реками По, Стура и Альпами, в границах современных итальянских провинций Кунео и Турин. Как и Монферратом, Салуццо управляла династия Алерамичи. Правители Салуццо держали под своим контролем горные переходы между Пьемонтом и Провансом и для облегчения прибыльного для них сообщения между странами соорудили первый в Альпах горный туннель.
Маркграфство с центром в Салуццо основал на рубеже XI и XII веков Бонифаций дель Васто. Династия маркграфов происходит от его брака с Агнессой, дочерью Гуго Великого и правнучкой Ярослава Мудрого. Поначалу маркграфы приносили оммаж Савойскому дому, однако, обеспокоенные завоевательными устремлениями савойцев, стали всё больше опираться на дофинов Вьеннских. После присоединения Дофине к королевскому домену короли Франции вступили в спор с герцогами Савойи по поводу господства над Салуццо.
Маркграф Людовико I, правивший в 1416—1475 годах, благоразумно старался блюсти нейтральность во франко-савойских конфликтах, в то время как его преемник Людовико II (1438—1504) ввязался в Итальянские войны на стороне французов, чем подорвал финансы маркграфства и его международное положение. Правление его преемников ознаменовалось внутренними распрями. Конец им положила смерть последнего из Алерамичи в 1548 году. Салуццо тут же овладели французы, и на протяжении следующих сорока лет город оставался французским.
Особенный интерес к управлению Салуццо проявляли герцоги Монморанси. Дело шло к тому, чтобы Салуццо возродился как маркграфство во главе с одним из герцогов, однако в политической чехарде, последовавшей за смертью последнего французского короля династии Валуа (1589), Салуццо при поддержке испанцев занял савойский герцог Карл Эммануил I. Он удержал владение Салуццо по Лионскому договору в обмен на уступку французам Бресса, Бюжэ и Жекса.

## Маркграфы
- 1125—1175 Манфредо I
- 1175—1215 Манфредо II
- 1215—1244 Манфредо III
- 1244—1296 Томазо I
- 1296—1330 Манфредо IV
- 1330—1332 Манфредо V
- 1330—1336 Фредерико I
- 1336—1357 Томмазо II
- 1357—1396 Фредерико II
- 1396—1416 Томмазо III
- 1416—1475 Людовико I
- 1475—1504 Людовико II
- 1504—1528 Микеле Антонио
- 1528—1529 Джованни Людовико
- 1529—1537 Франческо Людовико
- 1537—1548 Габриеле ди Салуццо